# Chlorocoma dischloraria
Chlorocoma dischloraria är en fjärilsart som beskrevs av Guest 1887. Chlorocoma dischloraria ingår i släktet Chlorocoma och familjen mätare. Inga underarter finns listade i Catalogue of Life.